# Monument aux morts de Saint-Paul-des-Landes
Le monument aux morts de Saint-Paul-des-Landes est un monument aux morts situé en France sur la commune de Saint-Paul-des-Landes, en région Auvergne-Rhône-Alpes.

## Historique
Le monument a été conçu en 1934 par l'architecte Georges Labro et le sculpteur Armand Martial. Leur collaboration a été saluée pour son originalité et sa sobriété, et a été approuvée par la municipalité. Le monument fait partie d'un projet commémoratif destiné à honorer les soldats morts pendant la Première Guerre mondiale. Labro et Martial avaient déjà collaboré sur d’autres projets, comme le monument à Paul Doumer. Leur œuvre a été protégée par une interdiction de reproduction, et ils ont souhaité que le projet reste unique.

## Description
Le monument se compose d'une colonne sur socle, décorée d'une figure féminine en bas-relief tenant une palme, symbole de la victoire. Réalisé en grès de Saverne, il reflète un style épuré et archaïsant, typique de l'Art déco. La base comprend une plate-forme avec dallages et banquettes gazonnées. Les noms des soldats morts au combat sont gravés à l'arrière de la colonne, et des bornes en grès de Saverne figuraient à l’origine, mais ont disparu au fil du temps.

## Protection
Le monument aux morts, avec son escalier, sa plate-forme, son talus et ses banquettes végétales est inscrit au titre des monuments historiques par arrêté du 13 mars 2019.